# Bithlo
Bithlo è un census-designated place (CDP) e unincorporated community degli Stati Uniti d'America, nella contea di Orange.